# Rushmoor
Rushmoor è un distretto con titolo di borgo dell'Hampshire, Inghilterra, Regno Unito, con sede a Farnborough.
Il distretto fu creato con il Local Government Act 1972, il 1º aprile 1974 dalla fusione del borough di Aldershot col Distretto urbano di Farnborough.

## Località
Le località del distretto sono Aldershot e Farnborough.